# Otto Vergaerde
Otto Vergaerde (født 15. juli 1994 i Gent) er en cykelrytter fra Belgien, der er på kontrakt hos Lidl-Trek.